# Hufeisen-Abbildung
Die Hufeisen-Abbildung (oder Hufeisen-Mapping) ist eine nichtlineare Abbildung, die in der Chaostheorie verwendet wird. Sie wurde von dem Mathematiker Stephen Smale eingeführt und dient dazu, grundlegende Eigenschaften dynamischer Systeme zu untersuchen.

## Definition

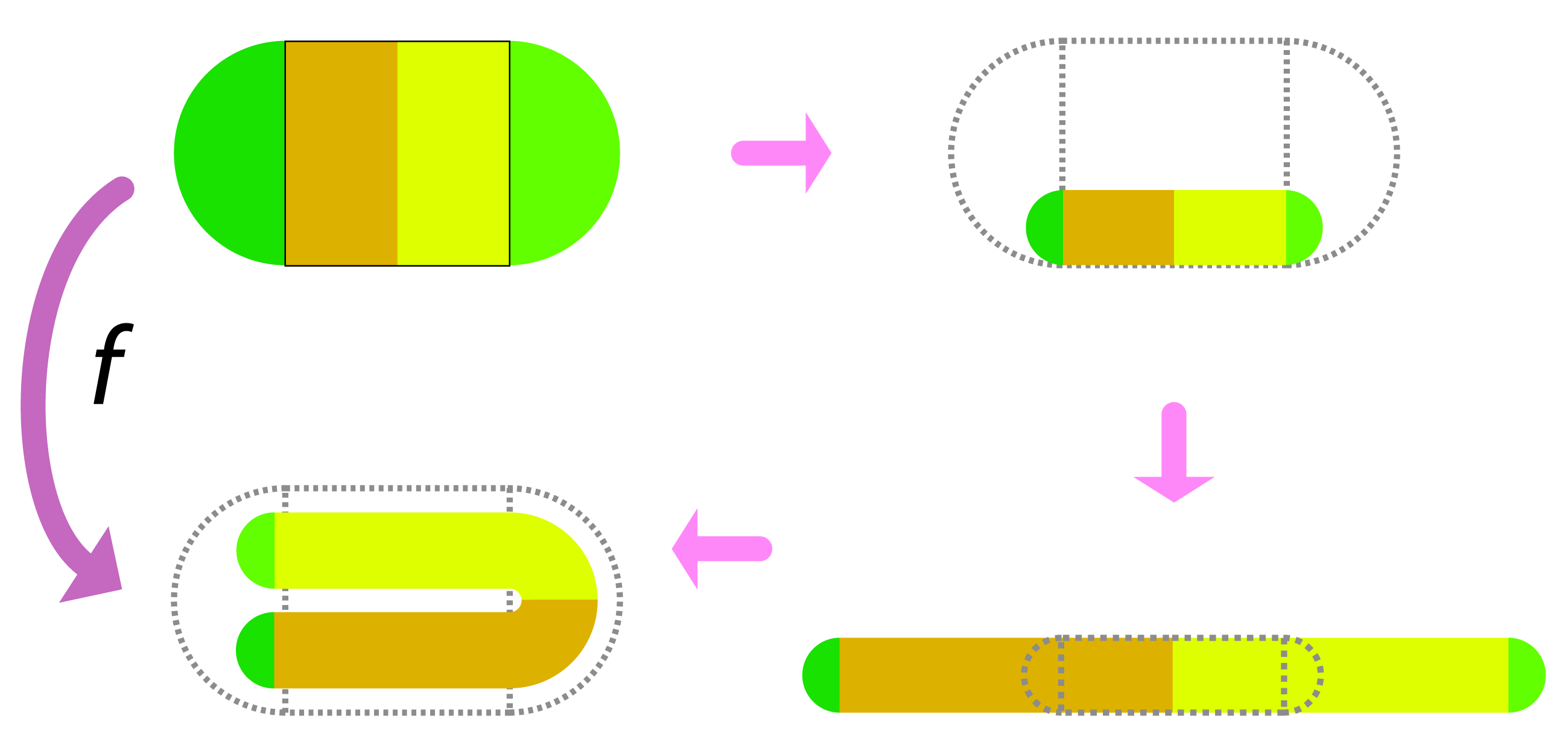
Ablauf einer Iteration in der Hufeisen-Abbildung.

Die Abbildung wird geometrisch definiert: Ein Quadrat wird zuerst gestaucht und dann gestreckt. Im nächsten Schritt wird der entstandene Streifen in die Form eines Hufeisens umgebogen (siehe Bild). Wird diese Vorschrift wiederholt angewandt, werden die meisten Punkte innerhalb des Ursprungsquadrates dieses verlassen haben und zu einem Fixpunkt in einer der „Kappen“ außerhalb des Quadrates konvergieren (grüne Bereiche im Bild). Die übrigen Punkte bilden bei wiederholter Iteration eine fraktale Menge.
Siehe auch: Nichtlineare Dynamik, Bäcker-Transformation